# 岡隆一
岡 隆一（おか りゅういち、1977年11月15日 - ）は、NHKのアナウンサー。

## 人物
島根県江津市出身。島根県立浜田高等学校を経て立命館大学経済学部卒業後、2001年に入局。

## 嗜好・挿話
- 複数の民放を受験した経験について、生放送の番組内で本人が語った[1]。
- 2021年に「齢43にして、私、白内障になってしまい、手術を受けた」と、自ら発表している[2]。

## 担当番組・業務
高知放送局時代
- 高知県のニュース・中継・リポート

和歌山放送局時代
- 和歌山県の中継・リポート
- こんにちは!80ちゃんです（2005年度、2006年度）
- 新垣勉と本上まなみの君におくるうた（2006年）
- BS絶対!ふるさと主義「心かがやく☆聖地高野山」（2007年）
- 生中継 ふるさと一番!（2008年）
- わかやまNEWSウェーブ（小野卓哉アナと隔週交替）
- 動く!防災スタジアム・はまQ（総合司会）

この他、主に中継や特番の進行などや、高校野球の和歌山大会・天皇杯サッカー県予選などのスポーツ実況を担当。
松江放送局時代
- 島根県のニュース・中継・リポート
- ふるさと発スペシャル・ちゅうごく路朗読散歩（2009年7月10日、中国地方ローカル）
- 生中継 ふるさと一番!（2009年9月7日・8日）

※島根県吉賀町から中継し、旅人は篠井英介。初日は大井谷の棚田、2日目はモクズガニの漁や料理を紹介。
- ここはふるさと旅するラジオ・島根県
  - （2010年4月19・20日、ラジオ第1・FM）

1&2日目を担当。1日目はしまね海洋館・アクアス、2日目は邑南町の瑞穂ハンザケ自然館から中継した。
- （2013年5月8・9日、ラジオ第1・FM）

3&4日目を担当。3日目は飯南町の頓原ラムネ銀泉、4日目は吉賀町の六日市基幹集落センターから中継した。
- 特集「島根自慢」〜島根の誇り　ここにあり〜（2011年10月7日、NHK総合、島根県内向け）

松江放送局開局80年記念番組。
- 元気・笑顔で島根を創る　第2回 東部地域編（2012年2月24日、NHK総合、島根県内向け）
- フェイス
  - 「特集・島根自慢」(2013年3月8日、島根県内向け)
- ひるまえしまねっと 「島根自慢」コーナー

徳島放送局時代（1度目）
- 徳島県のニュース・中継・リポート
- ひるブラ「"ウミガメ愛"いっぱいの浜～徳島・美波町～」（2015年7月8日）

ラジオセンター時代
- ディレクター業務

東京アナウンス室時代
- 首都圏ネットワーク　リポーター・ニュースリーダー（2018年9月18日 - ）
- ニュース・気象情報・リポート（主に関東甲信越ローカル）
- ラジオニュース（不定期）
- 2018年9月の北海道胆振東部地震発生時には、北海道厚真町などから中継を担当した。
- 平成31年　消防出初め式（リポーター・2019年1月6日）
- 島根のニュース（2019年5月29日・勤務経験のある松江放送局の応援要員）
- ほっとぐんま640（2019年6月11日 - 13日・泉浩司のキャスター代行）

徳島放送局時代（2度目）
- 徳島県のニュース等
- とく6徳島（不定期・キャスター代行）
- とくしまニュース845（不定期）

奈良放送局時代
- 奈良県のニュース
- ならナビ（不定期・キャスター代行）
- ならナビ845（不定期）

大津放送局時代
- おうみ発630（メインキャスター：2025年3月31日 - ）